# Johann Gottfried Kemmeter
Johann Gottfried Kemmeter (* Ende des 17. Jahrhunderts; † 1748 in Berlin) war ein deutscher Architekt, der als Vorgänger Georg Wenzeslaus von Knobelsdorffs den Umbau des Rheinsberger Schlosses für den Kronprinzen Friedrich leitete. In Rheinsberg führte Kemmeter den „Laienarchitekten“ Knobelsdorff in das praktische Bauwesen ein.

## Leben und Wirken

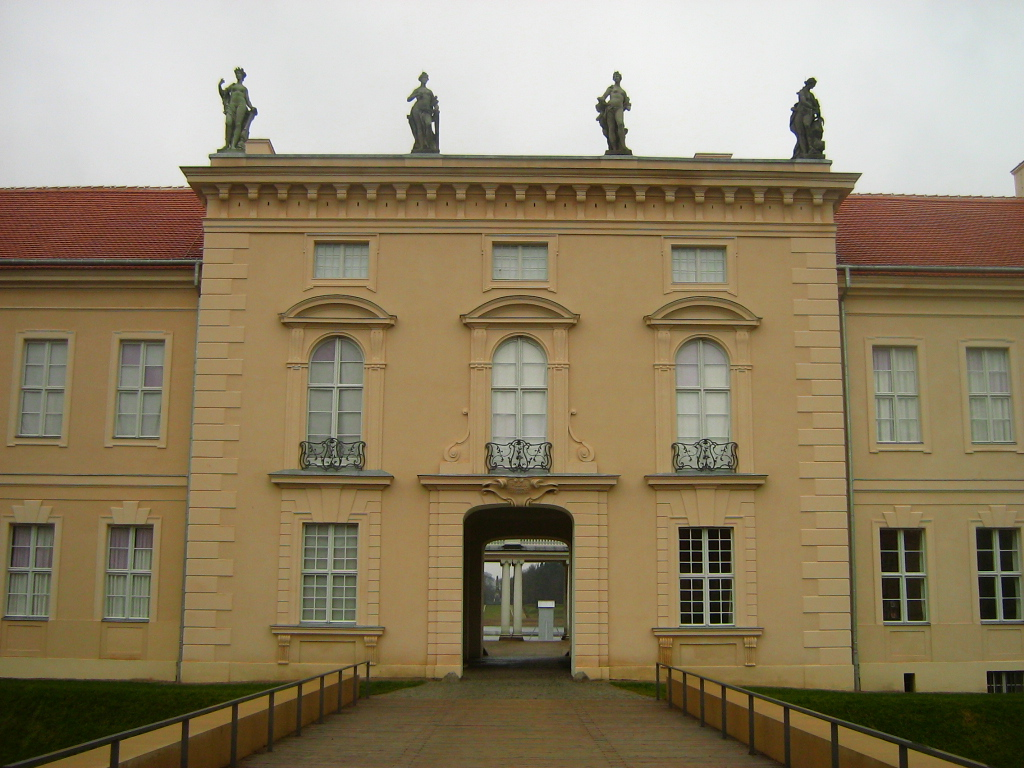
Mittelrisalit des Ostflügels auf der Stadtseite des Rheinsberger Schlosses

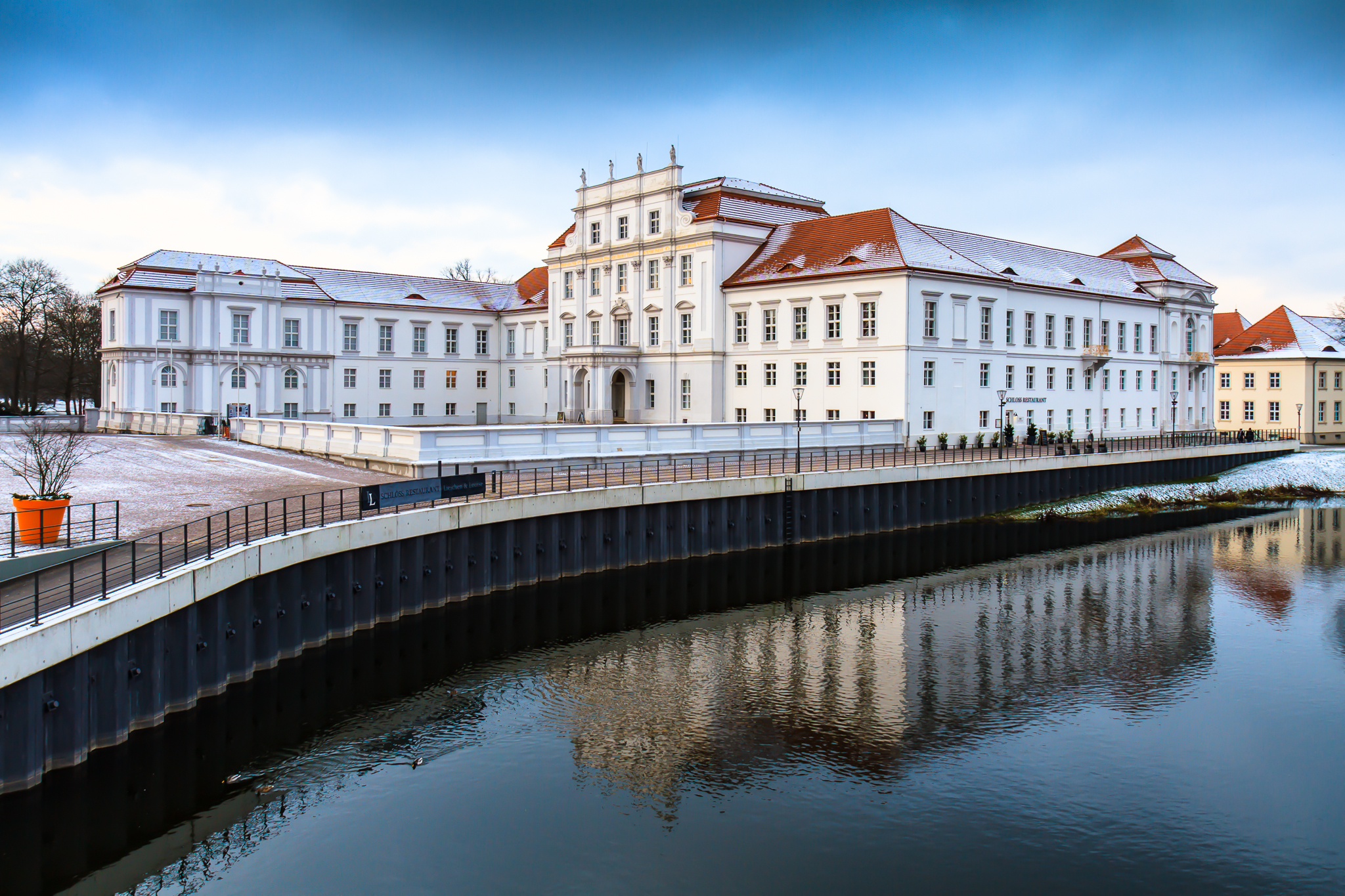
Schloss Oranienburg mit dem erhaltenen linken Seitenflügel. Die von Vasen bekrönte Attika ist ein Werk Kemmeters

Der Geburtsort und das Geburtsdatum Johann Gottfried Kemmeters sind nicht bekannt. Er kam kurz vor 1700 als Sohn des aus Regensburg nach Berlin zugewanderten Zimmermeisters Michael Kemmeter zur Welt. Dieser war unter anderem am Bau der Deutschen Kirche, der Synagoge in der Heidereitergasse, des Cöllner Rathauses und der Garnisonkirche beteiligt.
Johann Gottfried Kemmeter lernte bei Martin Heinrich Böhme (1676–1725), unternahm eine Italienreise und erhielt 1723 eine Anstellung als Bauinspektor bei der Kurmärkischen Kriegs- und Domänenkammer in Berlin. 1726 beauftragte man ihn mit einem Entwurf und Kostenvoranschlag für den Neubau der Stadtkirche in Joachimsthal, der aber wegen zu hoher Kosten nicht ausgeführt worden ist. Von 1727 bis 1729 leitete Kemmeter Ausbesserungsarbeiten am Schloss Oranienburg. Er versah die Seitenflügel mit einer von Vasen bekrönten Attika, erneuerte die Brücke zum Schloss und stockte die freistehenden Küchenhaus- und Kavalierhauspavillons auf, wobei er sich an bestehenden Entwürfen Johann Friedrich Eosanders orientierte. Darüber hinaus erfolgte die Verbindung der Pavillons mit dem Hauptgebäude durch schmale Seitenflügel nach seinen Vorgaben. 1729 war Kemmeter mit der Beseitigung von Schäden am Schloss Friedrichsthal beschäftigt.
1731 ernannte man ihn zum Baudirektor der Kurmärkischen Kammer. Nach seinen Plänen entstanden wahrscheinlich eine Wassermühle in Manschnow im Oderbruch und die 1733 erbaute Nudower Kirche. 1734 begann unter Kemmeters Leitung der Umbau des ein Jahr zuvor von König Friedrich Wilhelm I. für den Kronprinzen Friedrich erworbenen Schlosses Rheinsberg. Den vorhandenen eingeschossigen Renaissancebau mit angeschlossenem Turm ließ Kemmeter aufstocken und mit einer anspruchsvolleren Fassade versehen. Weiterhin erfolgten bis 1737 die Erweiterung des stadtseitigen Ostflügels unter Integration eines vorhandenen Torhauses sowie der Einbau der kronprinzlichen Wohnräume. 1738 übernahm Knobelsdorff den weiteren Umbau des Schlosses, wobei erst nach dessen Planungen durch den Bau des Nordflügels mit einer Wiederholung des Renaissanceturms im Süden und die Schaffung der Kolonnade zwischen den Türmen eine nahezu symmetrische Schlossanlage entstand. Kemmeter war noch für den Bau des östlich dem Schloss vorgelagerten Fachwerkgebäudes des Marstalls verantwortlich. Der Marstall ist 1764 als Massivbau erneuert worden.
Unter dem Oberbaudirektor Johann Carl Stoltze war Kemmeter bei der Trockenlegung eines Teils des Havelländischen Luchs bei Königshorst tätig. Mit Stoltze, Philipp Wilhelm Nuglisch und Friedrich Wilhelm Diterichs untersuchte Johann Gottfried Kemmeter den Turmeinsturz der Berliner Petrikirche. 1740 zerstörte ein Stadtbrand weite Teile von Rheinsberg, wobei Kemmeter seinen gesamten Besitz einbüßte.
Obwohl er für den Kronprinzen am Umbau seines Schlosses mitwirkte, erhielt er nach dem Regierungsantritt Friedrichs II. keine bedeutenden Bauaufträge mehr. Er führte die Aufsicht über den Bau des Finowkanals und wurde 1745 auf Antrag Diterichs’ zum Bauinspektor in Brandenburg ernannt. In der Folge arbeitete er erneut am Oranienburger Schloss für den neuen Besitzer Prinz August Wilhelm. Für den Neubau des Rathauses in Templin legte er einen Entwurf vor, von dem der König zwar die Verwirklichung der Fassaden wünschte, die aber zugunsten eines wahrscheinlich auf Diterichs zurückgehenden Projektes unterblieb. Johann Gottfried Kemmeter starb 1748 in Berlin.